# 周彥
周彥，號澗東，江西鄱陽縣人，清朝政治人物。嘉慶二十四年（1819年）己卯恩科進士。道光十三年（1833年）奉旨接替扥渾布，擔任台灣府知府。